# خانه شریفیان
خانه شریفیان مربوط به دوره قاجار است و در کاشان، خیابان علوی، کوی صدر واقع شده و این اثر در تاریخ ۱۱ بهمن ۱۳۷۸ با شمارهٔ ثبت ۲۵۸۲ به‌عنوان یکی از آثار ملی ایران به ثبت رسیده است.
تایخ ساخت خانه به سال ۱۲۳۰ باز می‌گردد و بانی آن حاجی محمد حسن حاجی شریف بوده‌است این خانه را امروز دانشگاه‌ سوره خریده است بنا ترکیبی از سه مجموعه فضایی است که دو مجموعه مهم تر و اصلی آن دو طبقه است و در جبهه‌های شمالی و جنوبی حیاط قرار دارد در میان مجموعه واقع در جبهه جنوبی یک تالار با شاه‌نشین بزرگ واقع شده که از سمت جنوب متصل و مشرف به یک حوض خانه با شکل هشت و نیم هشت است و از سمت شمال به وسیله ایوانی بزرگ به حیاط متصل می‌شود طاق قوسی شکل ایوان از خط نهایی نمای این جبهه بیرون زده است و به این ترتیب این نما شاخص‌ترین نمای خانه به‌شمار می آید. سقف و سطوح جانبی این ایوان دارای تزئینات رسمی بندی یزدی بندی و گچ بری‌های زیبا در دو سوی ایوان دو اتاق سه دری و در دو سوی تالار دو فضای سرپوشیده مشرف به آن واقع اند در زیر این بخش یک سرداب ساخته شده که با پلکانی از ایوان به حیاط راه می‌یابد جبهه واقع در شمال حیاط دارای یک تالار پنج دری با شاه نشینی در میانه و یک فضای سرپوشیده در پشت آن است به نحوی که پنجره‌های تالار از یک سو به حیاط و از سوی دیگر به این فضای سرپوشیده باز می‌شوند.سقف این فضا تزیینات یزدی بندی و نقاشی روی گچ دارد عرقچین بالای این سقف باز است و در تهویه هوا و نورگیری فضا نقش مؤثر دارد در دو سوی فضای سرپوشیده دو اتاق سه دری قرار دارد که پنجره‌های آن‌ها به طرف این فضا گشوده می‌شود و کاملا به آن مشرف است تالار از دو سمت شرقی و غربی به وسیله فضاهای کفش کن به دو اتاق سه دری ارتباط می‌یابد.
گوشه شرقی این جبهه مطبخ و سایر فضاهای خدماتی واقع شده‌است این جبهه نیز در زیر خود سرداب مفصلی دارد. در جبهه غربی حیاط مجموعه متشکل از یک تالار با شاه‌نشین دو اتاق سه دری در طرفین و دو فضای کفش کن به شکل هشتی قرار دارد و دسترس به اتاق‌های فوق از داخل هشتی‌ها ممکن می‌شود. در گوشه شمال غربی خانه یک اصطبل و خانه ای بسیار کوچک در کنار آن وجود دارد که متعلق به مسئول نگهداری احشام بوده‌است این قسمت از خانه خراب شده‌است .در جبهه چهارم بنا تنها چند فضای خدماتی از جمله یک حمام به چشم می‌خورد یک حوض طویل با دو باغچه کشیده در طرفین در میانهٔ حیاط ساخته شده‌است مجموعه ای  شامل چند طویله و یک فضای باز در گوشه شمال غربی بنا قرار دارد. ورودی خانه متشکل از جلوخان هشتی و دالان است که به شمالی حیاط خانه راه می‌یابد